# Ömer Erdoğan
Ömer Erdoğan (Kassel, 3 mei 1977) is een Turks-Duitse voormalig voetballer en trainer.
Van 2006 tot en met 2013 speelde hij bij de Turkse landskampioen Bursaspor. Hij heeft drie keer bij de EK-kwalificatieronde gespeeld. Zijn debuut was tegen Kazachstan.
Van 2020 tot en met 2022 was hij trainer van Hatayspor.

## Erelijst
Bursaspor
- Süper Lig: 1 (2010)